# Grzegorz Nowak (wioślarz)
Grzegorz Nowak (ur. 1 listopada 1954 w Luboniu) – polski wioślarz, brązowy medalista olimpijski i brązowy medalista mistrzostw świata. 

## Życiorys
Ukończył VIII Liceum Ogólnokształcące w Poznaniu, a następnie AWF w Poznaniu.
Był zawodnikiem TW Polonii Poznań. Wielokrotnie był mistrzem Polski w dwójce ze sternikiem. 
Wystąpił na igrzyskach olimpijskich w Moskwie (1980), gdzie Polacy w składzie: Grzegorz Stellak, Adam Tomasiak, Grzegorz Nowak, Ryszard Stadniuk i Ryszard Kubiak zdobyli brąz w czwórce ze sternikiem. W finale uplasowali się o 8,01 sekundy za osadą NRD i o 3,47 sekundy za osadą ZSRR. Na tej samej imprezie zajął również dziewiąte miejsce w ósemkach. 
Wspólnie z Adamem Tomasiakiem i Ryszardem Kubiakiem zdobył srebrny medal w dwójce ze sternikiem na mistrzostwach świata w Cambridge (1978).